# Нікітіна Анна Володимирівна
Нікітіна Ганна Володимирівна (нар. 13 грудня 1989) — українська поетеса, прозаїк. Член Національної спілки письменників України (2009).

## З життєпису
Народилась 13 грудня 1989 року в місті Дніпропетровську.
Пише українською, російською та англійською мовами.
Автор чотирьох поетичних книг: «Дотик до серця» (2001), «У слові себе віднайти» (2005 р.), «Оріяна» (2006 р.), «Метелика іконописні крила» (2012).
Співавтор антології літератури для дітей та юнацтва Придніпров'я «Сяєво жар-птиці» (2012 р.), аудіокниги «Письменники Дніпропетровщини — шкільним бібліотекам» (2012), автор публікацій в журналі «Січеслав», обласній педагогічній газеті « Джерело», обласній газеті «Зоря» та ін.
Переможець обласних і всеукраїнських літературних конкурсів, лауреат обласних стипендіальних програм для талановитої молоді. У 2010, 2011 роках отримувала Грант Губернатора Дніпропетровської області для талановитої молоді.
У 2009 році вступила до НСПУ. Делегат VI з'їзду НСПУ.